# 芝加哥大学
芝加哥大学（英語：University of Chicago），简称芝大（UChicago），位于美国伊利诺伊州芝加哥，是一所世界顶级私立研究型大学，美洲大学协会创始会员之一，常年位列各大学排行榜世界前十。
芝加哥大学1890年由石油大王约翰·洛克菲勒创办。大学由本科学院和四大研究生学部（生物科学、人文科学、物理科学和社会科学）组成。此外，该大学还设有八个职业学院，覆盖商业、社会工作、神学、继续教育、 公共政策、法律、医学和分子工程等领域。大学在伦敦、巴黎、北京、德里和香港以及芝加哥市中心设有学术中心。
芝加哥大学在众多领域开创了芝加哥学派，包括芝加哥经济学派和芝加哥社会学派。芝加哥大学是法律经济学的诞生地，是经济学、社会学、法学、人类学等学科全球最重要的学术中心之一。曼哈顿计划开始后，在恩里科·费米的领导下建立了世界上第一台可控核反应堆——芝加哥一号堆，开启了人类的原子能时代，并创立了美国第一所国家实验室阿贡国家实验室和之后的费米实验室。2013年，海洋生物学实验室也成为芝加哥大学的附属实验室。
截至2020年10月，芝加哥大学的校友、教授及研究人员包括100位诺贝尔奖得主（世界第四）、10位菲尔兹奖得主 、4位图灵奖得主、25位普利策奖得主、15位美国国家科学奖章得主。现任教授中有近70位美国国家科学院（44位）、美国国家工程院（9位）和美国国家医学院院士（14位）。美国前总统奥巴马曾长期在芝大法学院任教。體育方面，芝加哥大学是大學運動聯盟的成員學校之一。
芝加哥大学培养了众多华人菁英，包括李政道、杨振宁和崔琦三位华人诺贝尔奖得主、中华民国前副总统连战、法学家梅汝璈、医学家吴阶平、物理学家叶企孙、气象学家郭晓岚、经济学家邹至庄和林毅夫等。诺贝尔化学奖得主李远哲、数学家陈省身等也曾长期在芝加哥大学任教。

## 歷史发展

### 19世纪
芝加哥大学的前身是由美国浸信会在1857年建立的老芝加哥大学，该校在1886年由于财政问题而倒闭。1890年，在石油大王約翰·戴維森·洛克斐勒的慷慨捐助后，该校在20世纪初成為世界級的一流私立大學。这次捐款也被洛克菲勒本人称为“最明智的一次投资”。1891年7月1日，丹尼森大学前教授威廉·哈珀成為该校的首任校长。1892年10月1日，芝加哥大学正式开课。芝加哥大学最早建立的系所包括商学院（1898年）、法学院（1902年）和东方研究所等。

### 20世纪

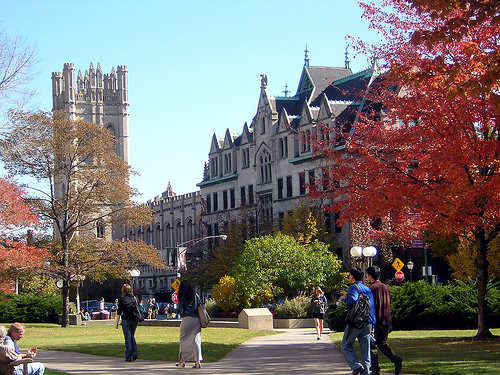
芝加哥大學

在芝加哥大学第五任校长罗伯特·梅纳德·哈钦斯在任的24年裡，芝加哥大学经历了许多重大变革。哈钦斯提出的教育宗旨在防止学术课程和职业课程过分专门化的芝加哥计划，对其他美国大学的教育计划产生了巨大影响。哈钦斯建立了沿用至今的大學生核心课程计划（Common Core），并将研究生院重组为现在的四个学部。在他的带领下，芝大渡过了大萧条。1933年，哈钦斯试图推动芝大与西北大學的合并计划，但以失败告终。
与哈佛、耶鲁等大学相比，芝加哥大学只能算作一所年轻的大学。但是，由于芝加哥大学以开放的精神，兼收并蓄地包容了洪堡与纽曼两种大学理念，并结合美国社会的现实，建构了独特而卓越的组织理念、研究理念和教学理念，使其在较短的时间成为美国，乃至世界一流大学，并被誉为「第一所美式大学」。

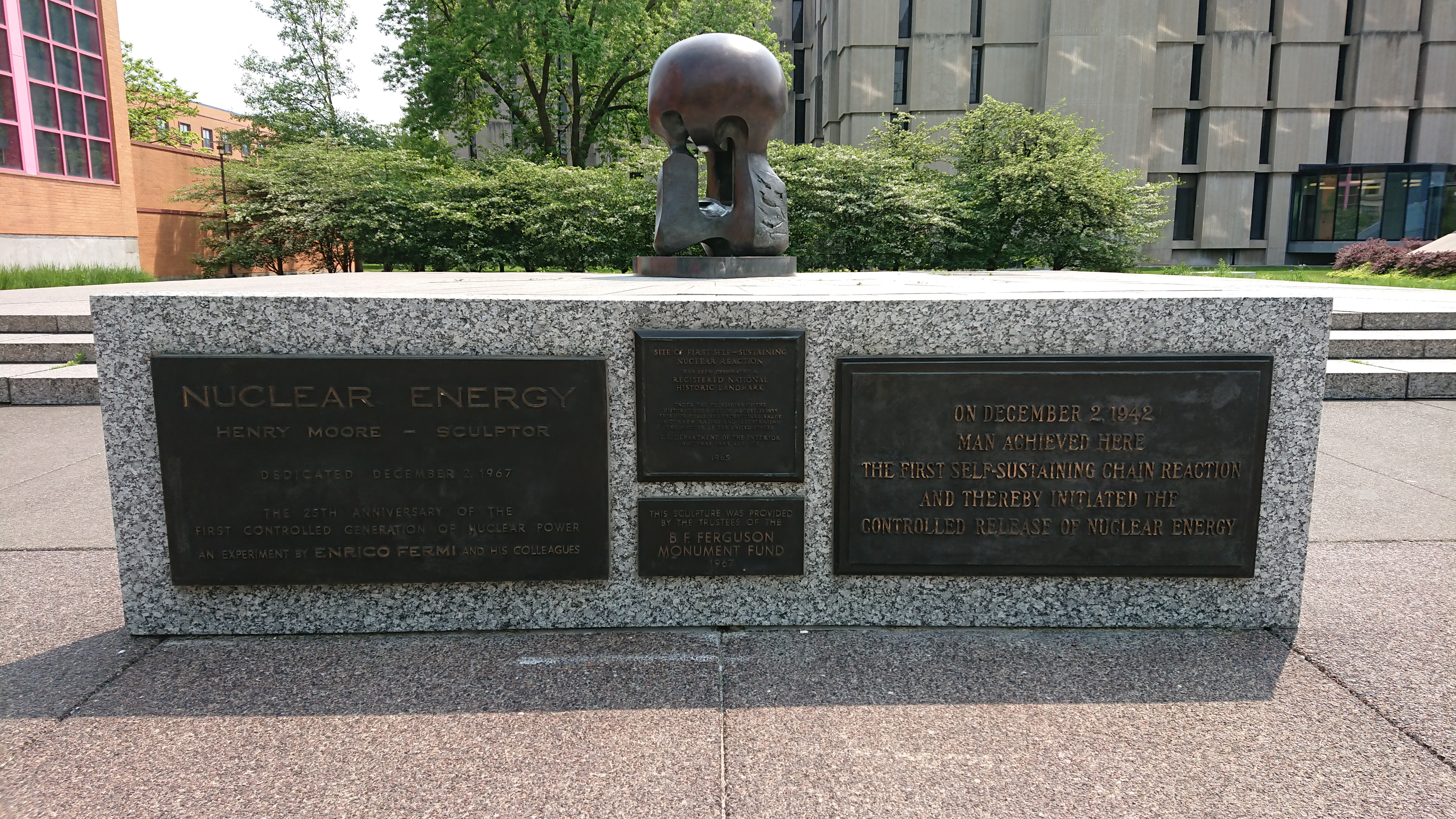
芝加哥1号堆纪念碑

二战期间，芝大在曼哈顿计划中扮演了重要角色。大量物理学家聚集芝大，奠定了芝大在自然科学界的地位。恩里科·费米及其助手们于1942年12月2日在芝加哥大学建成世界上第一座可控原子核裂变链式反应堆——芝加哥一号堆，使它达到临界状态，产生可控的核裂变链式反应。这一成就是原子能时代的一个重要里程碑，为两年后的原子弹诞生奠定了基础，芝加哥大学也因此被称为「原子能诞生地」。1907年诺贝尔物理学奖得主阿尔伯特·迈克耳孙首先进行光速的测量，并发展了同位素年代测定法。
20世纪60年代，随着美国反战运动以及女权主义的兴起，芝大校园内的学生运动进入高潮。1962年，学生占领校长办公室以抗议学校租赁政策。1969年，为抗议学校开除左翼文人马琳·迪克森，400名学生占领行政大楼达两周之久。
1999年，时任校长的雨果·索嫩沙伊恩将學士生必修的21门核心课程减为15门。该事件引发了全美国对于高等教育的关注。

### 21世纪
进入21世纪，芝加哥大学启动了数个耗资百万美元的扩建计划。2008年，大卫·G·布斯向芝加哥大学商学院一次性捐助3亿美元，这是迄今为止芝加哥大学得到的最大一笔捐款，也是有史以来任何一所商学院得到的最大捐款。
2009年以来，一项耗资二十亿美元的计划使芝大校园进一步扩展，其中包括Palevsky南校区宿舍楼，杰拉尔德拉特纳田径中心，一所新医院以及一座新的科学大楼即将揭幕。
2011年以来，重大建设项目包括一座十层的儒勒·格温纳普生物医学发现中心，其进一步增强了芝加哥大学医学中心。
2013年7月起，著名的生命科学研究中心海洋生物学实验室也成为芝加哥大学的附属实验室。

## 组织机构

### 本科生院

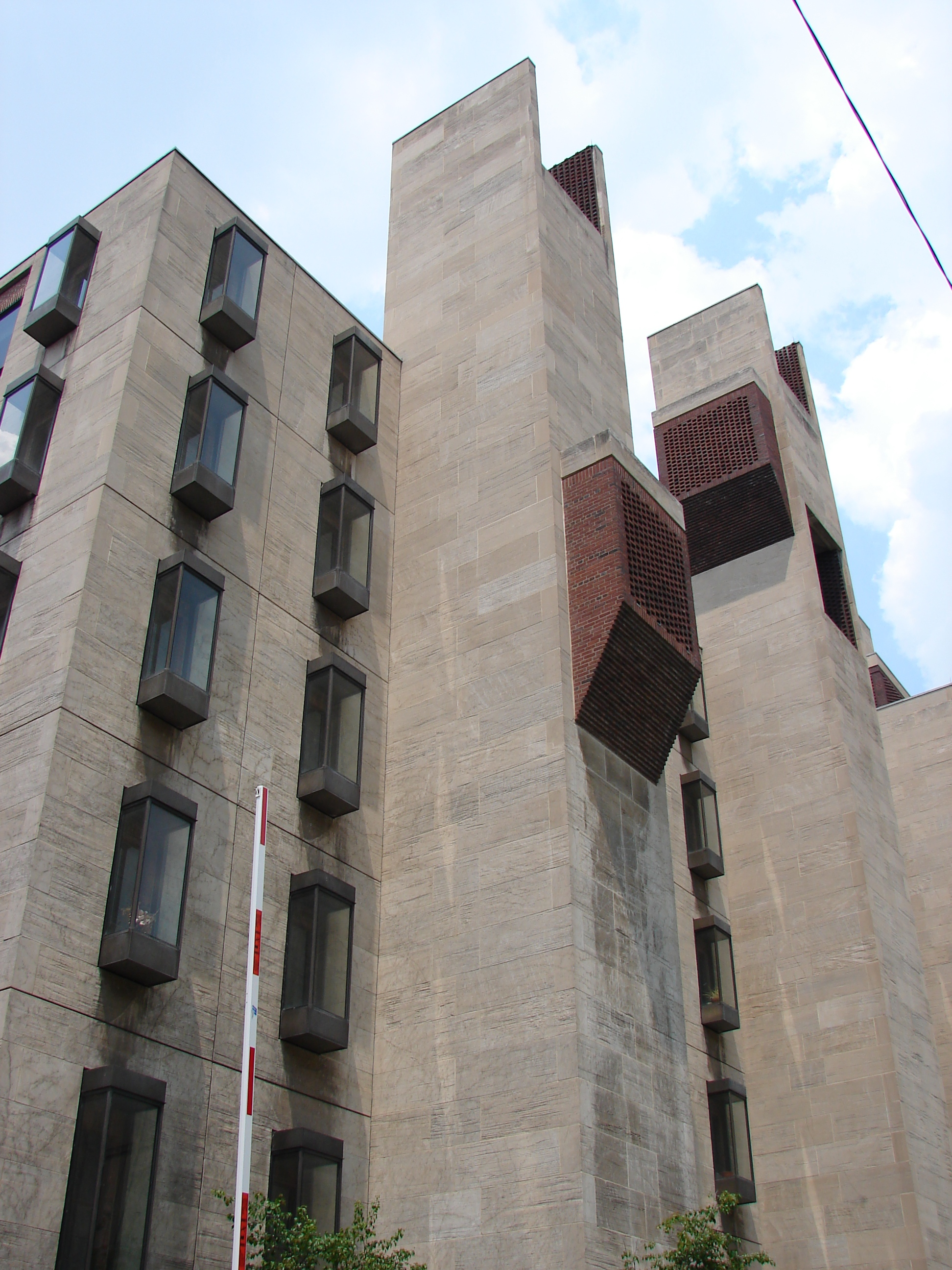
地球物理系

芝大是美国入學竞争最激烈的大学之一，2024年學士录取率为4.48%。芝加哥大学學士教育提供49个主修专业和22个辅修专业的理学学士和文学学士。学制四年，大致分为数理学、生物学、人文学、社会科学和新大学学院（交叉学科）五个方向。芝大首创季制，一学年分为四季，夏季（6月至8月）、秋季（9月至12月）、冬季（1月至3月）和春季（4月至6月），全年无休的課程制度，让学生可以自由的安排學習時間，每分每秒都不被浪费。全日制學士学生的课程需要三到四个季度学术休息约11周之前每季度。学年通常在9月下旬开始，并在6月中旬结束。
芝大有一個非常著名的學士核心基础课程，对于刚进入大学的新生，在大一大二时必须修毕校方所指定的所有核心课程学分。在2012-2013年，芝大的核心课程每门课堂仅限17名学生，由一名全职教授（而非助教）授课。譬如在2009-2010学年，芝大要求學士生修满15门核心课程，熟练掌握一门外语，通过游泳测试，以及最多三门体育课（根据入学情况）。在修完指定的核心课程学分后，学生在大三大四可以依自己的兴趣与期望，专攻校方所提供的50个领域的专业课程。学生在畢業時所获得的文凭，是在大三結束時才決定專業。芝大的碩士多半以培養博士生為目的，故其也以博士的期望在錄取碩士學生。芝大的學士课程以苛刻的标准、繁重的学业压力而著称，但芝大也正因此才提供了最能令人信服和终身受益的学习经历。

### 文理研究生院
芝加哥大学研究生院分为四个学部：
| 数理学部 | 生物学部 | 人文学部 | 社会科学部                                                                    |
| --- | --- | --- | ----------------------------------------------------------------------------- |
| - 天文与天体物理 - 化学 - 计算机科学 - 地球物理 - 数学 - 物理 - 统计学 - 生物物理动力学 - 计算学 - 高能物理与天体物理 - 材料科学与工程 - 金融数学 | - 癌症研究 - 生物化学和分子生物学 - 生态学与进化 - 人类遗传学 - 微生物学 - 分子遗传学与细胞生物学 - 神经生物学 - 有机体生物学和解剖学 - 药理学和生理学科学 - 公共卫生科学 | - 藝術史 - 電影與媒體研究 - 哲學 - 古典學 - 音樂學 - 語言學 - 比較文學 - 英語文學 - 德國研究 - 拉丁語言文学 - 斯拉夫語言文學 - 東亞語言文明 - 近東語言文明 - 南亞語言文明 | - 人类学 - 人类比较发展学 - 历史 - 经济 - 政治学 - 心理学 - 社会思想 - 社会学 |

### 职业研究生院

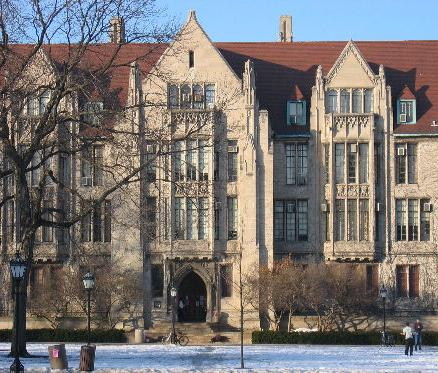
数学系

芝加哥大学有七所职业研究生院：
- 布斯商学院
- 法学院
- 神学院
- 哈里斯公共政策学院
- 普利策医学院
- 社会服务管理学院
- 格雷厄姆职业学院

## 附属设施

### 圖書館

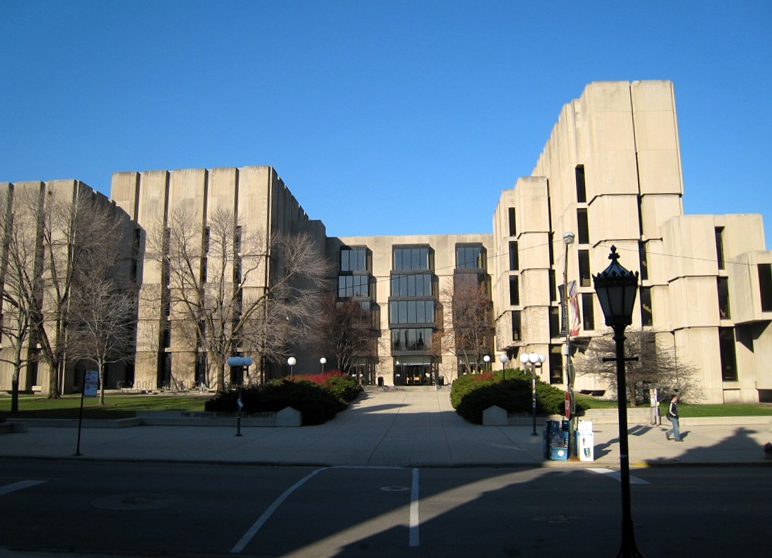
约瑟夫·雷根斯坦图书馆

芝加哥大学共有6个图书馆，藏书980万册。藏书量居美国第11名。主要图书馆有约瑟夫·雷根斯坦图书馆和约翰·克里勒图书馆。

### 出版社
芝加哥大学出版社是全美最大也是最古老的大学出版社之一。自1890年成立至今，已经发行了超过一万一千本书籍，包括《芝加哥格式手册》、《科学革命的结构》、《大河之恋》、《通往奴役之路》、《致命的自负》等。期刊部发行41个期刊和7个年刊，涵盖社科、人文、教育、生物、医学、数理等多个领域。

### 附属学校
芝加哥大学实验学校由美国教育家约翰·杜威于1896创办，是芝大所属的一所全日制综合性私立学校，提供从幼儿教育到小学、初中、高中12个年级的课程教育。该校一半以上的学生为芝大子弟。此外，芝大名下还有四个公立的特许学校以及为残疾儿童开设的海德公园日校。

## 学术排名
芝加哥大学是美国最富声誉的大学之一，在多个国内外大学排名中均在十强之列。在《美国新闻与世界报道》2022年的全美大学排名中，名列第六。QS世界大学排名2023年世界大学的排名中，名列第十。在2022年泰晤士报高等教育特刊世界大学的排名中，名列第十。在2022年上海交通大学公布的世界大学学术排名中名列第十。
以下为2023年芝大研究生院部分专业的全美排名：
| 科系   | 排名 | 科系   | 排名 | 科系   | 排名 | 科系     | 排名 | 科系   | 排名 |
| 经济学 | 第4  | 政治学 | 第10 | 英语   | 第3  | 社会学   | 第7  | 历史学 | 第5  |
| 数学   | 第3  | 物理学 | 第7  | 生物学 | 第11 | 地球科学 | 第19 | 化学   | 第7  |
| 商学院 | 第1  | 医学院 | 第20 | 法学院 | 第3  | 统计学   | 第3  | 心理学 | 第12 |

## 研究创新

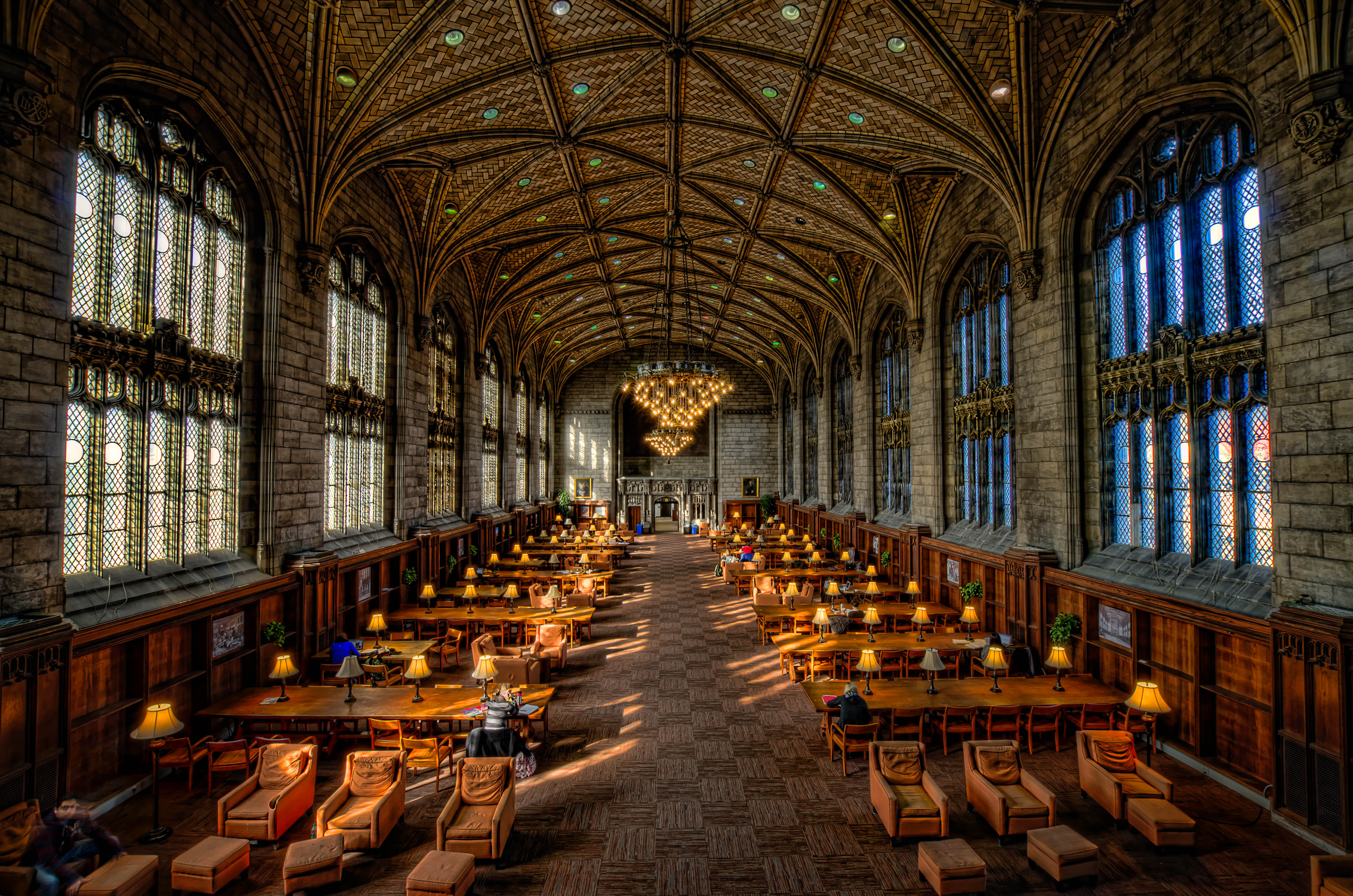
芝加哥大学哈珀图书馆

芝加哥大学对教育观念的「宏观」与实验精神，奠定了它在美国教育史上的重要地位。而它在学术研究上的地位与贡献，也同样值得称道。芝大在人类学、天文学、地球科学、经济学、地理学、历史学、语言学、数学、物理学、统计学、法学、商学、社会学、神学等学科专业在美国具有较强的学术实力。

### 芝加哥学派
芝加哥大学的学者在不同学科发挥着重要作用，在其各自领域创立了赫赫有名的“芝加哥学派”，其中包括：芝加哥经济学派、芝加哥社会学派、法律经济学、芝加哥文学批判学派、芝加哥数学分析学派、芝加哥建筑学派、芝加哥气象学派。此外，芝大政治学被称为行为主义学派。
米尔顿·弗里德曼、乔治·斯蒂格勒、罗纳德·科斯、尤金·法马、拉尔斯·彼得·汉森等众多诺贝尔奖得主坚持自由主义而被誉为芝加哥经济学派。自1969年诺贝尔经济学颁奖以来，截止到2019年，共有33名经济学奖获奖者与芝加哥大学有关，位居世界首位。其中，1982年，该校的经济学家同时也教授MBA课程的乔治·斯蒂格勒荣获诺贝尔经济奖，是全球商学院教授获此殊荣的第一人。美联社说，这所大学之所以经济学人才辈出，是因为它能吸引并留住已有或未来的经济学明星。这里的经济学者敢于大胆挑战当前流行的经济学理论，学校也鼓励学者独立创新。

### 曼哈顿计划

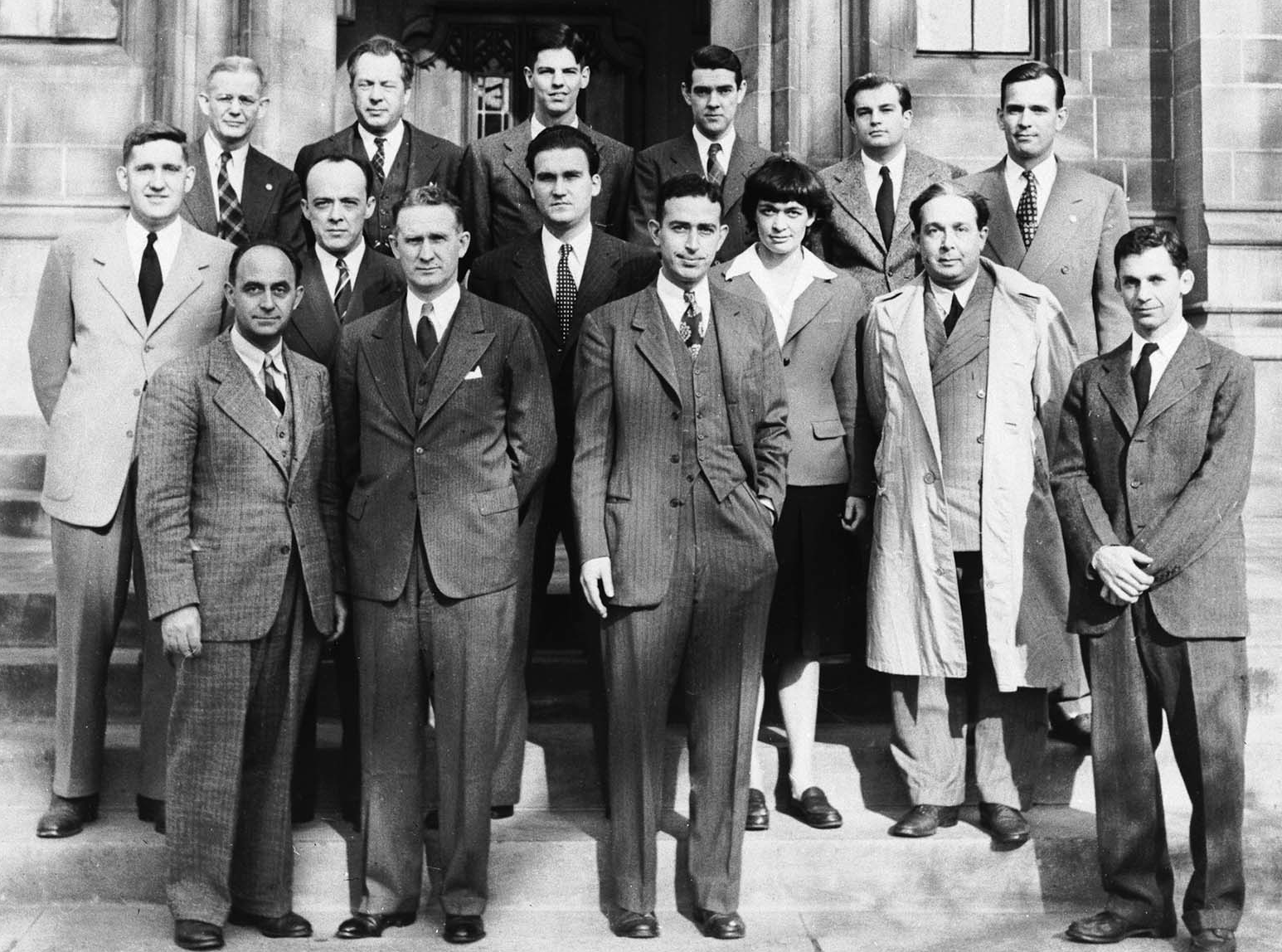
芝加哥1号堆研究组（1946年四周年纪念）

芝加哥大学对近代物理学的发展产生了重要影响。截止至2019年，共有32位诺贝尔物理学奖得主在芝大学习或工作过。华人诺贝尔物理学奖得主李政道、杨振宁、崔琦均从芝加哥大学物理系获得博士学位。
20世纪初，罗伯特·密立根在芝加哥大学的莱尔森物理实验室（Ryerson Physical Laboratory）进行了油滴实验、首次测量出电子的电量，获得1923年诺贝尔物理学奖。
曼哈顿计划期间，大批物理学家聚集在芝加哥大学。1942年12月2日，恩里科·费米、利奥·西拉德、阿瑟·康普顿等人在芝加哥大学建成世界上第一座可控原子核裂变链式反应堆（芝加哥1号堆），使它达到临界状态，产生可控的核裂变链式反应。这一成就是原子能时代的一个重要里程碑，为两年后的原子弹诞生奠定基础，芝加哥大学也因此被称为「原子能诞生地」。
曼哈顿计划后，芝加哥大学的物理学家主导创立了美国第一所国家实验室阿贡国家实验室和之后著名的费米实验室，进一步奠定了芝大在自然科学界的重要地位。

## 校園环境

### 主校区

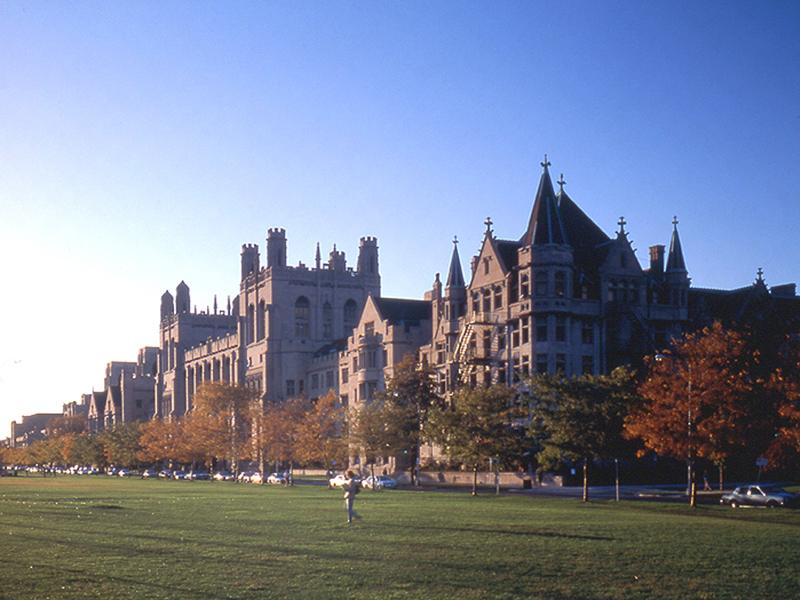
芝加哥大学中途公园

芝加哥大学主校区位于芝加哥市南的海德公园和伍德朗（Woodlawn）街区，东临杰克逊公园（Jackson Park），西临华盛顿公园（Washington Park），距芝加哥市中心11公里。1893年为举办芝加哥世博会修建的中途公园将校园分成南北两块，博览会主会场现为芝加哥科学与工业博物馆，紧邻芝大东侧。校园占地约211英亩，其哥特式建筑古香古色，具牛津，剑桥之风韵。步入校园犹如进入一座中世纪古堡一般。
芝加哥大学的许多老建筑物均采用与牛津大学类似的哥特式建筑。例如，芝大的米切尔塔是以牛津莫德林塔为蓝本；哈钦森厅复制基督堂大厅。大学老校园现在被称为主四合院，建筑构思是芝大校董，建筑师亨利·艾夫斯科布绘制的“总体规划”的一部分。主四合院组成6个四合院，每个四合院由毗邻的建筑物所包围。
20世纪40年代后，校园的哥特式风格开始让位于现代风格。1955年，埃罗萨里宁签约开发第二个总体规划，从而使校区扩展到中途公园以南。包括莱尔德贝尔法四合院（法学院综合建筑群），社会服务管理学院建筑群，哈里斯公共政策研究学院建筑群，以及野兽派的雷根斯坦图书馆。2011年，该芝大完成了一座拥有巨型玻璃穹顶的乔和丽卡曼索托图书馆。
芝大的历史性地标还包括由亨利·摩尔雕塑的“核能（Nuclear Energy）”雕塑、弗兰克·劳埃德·赖特建筑的罗比之家、乔治·赫伯特·琼斯实验室、斯内尔希区柯克宿舍。芝大校园最宏伟的建筑当属洛克菲勒纪念教堂，由伯特伦·古德休设计和建造于1928年。

### 附属校区
芝加哥大学也有主校园以外的设施，在伦敦、北京、香港、新加坡、德里等地设有中心机构或校区。芝大的布斯商学院在新加坡和伦敦以及芝加哥Streeterville商业区拥有校园。坐落在巴黎塞纳河左岸的芝加哥大学巴黎中心主办有很多大學生和研究生的教学项目。
芝加哥大學布思商學院2016年8月18日宣布，其香港分校正式開幕，分校首屆開辦的行政人員工商管理碩士課程，吸引來自世界各地超過二十五個國家的學生報讀。分校獲教育局批出摩星嶺前域多利道扣押中心（俗稱白屋）部分用地，於2018年11月啟用。

## 文化传统

### 俱乐部
芝加哥大学大约有400个学生俱乐部和团体，这些被校方认可的组织被称为“受认可的学生组织”（Recognized Student Organizations, RSO）。

### 兄弟會
芝加哥大学拥有十六个兄弟会，截止2017年大约有20%-25%的学生参与其中。

### 宿舍
芝加哥大学校园提供7个大型学生公寓（Residence Hall）以及39个学生住宅（House），平均70个学生住在一个House当中。第一年的學士生被要求在校园内的宿舍中居住，而所有學士生中大约有60%居住在学校提供的学生舍中。校方另提供28个学校附近的研究生公寓。

### 竞赛
1987年起，芝加哥大学开始举办一年一度为期四天的Scavenger Hunt竞赛，大量的学生团队出发去寻找先前在各地被放置或藏匿好的新奇物品。

### 校训
| 语种   | 内容                                                                |
| ------ | ------------------------------------------------------------------- |
| 拉丁文 | Crescat scientia; vita excolatur                                    |
| 英文   | Let knowledge grow from more to more; and so be human life enriched |
| 文言文 | 益智厚生                                                            |
| 白话文 | 提升知识，以充实人生                                                |

## 著名人物
截止至2020年10月，芝加哥大学的校友、教职工和研究人员中，曾产生过100位诺贝尔奖得主（請參考各大学诺贝尔奖得主列表）、位列世界第四，以及10位菲尔兹奖得主和4位图灵奖得主。截止2018年，15位教授荣获过美国国家科学奖章，现任教授中有超过60位美国国家科学院、国家工程院和国家医学院院士。

### 学术界

#### 自然科学

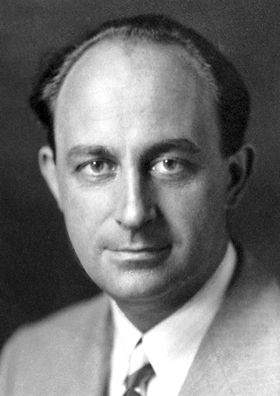
“原子能之父”恩里科·费米

- 陈省身，著名数学家、20世纪微分几何之父，曾长期担任芝加哥大学数学教授。
- 安德烈·韦伊，著名数学家、布尔巴基小组创办者之一，曾在芝加哥大学任教。
- 桑德斯·麦克莱恩，著名数学家、范畴论创始人之一，芝加哥大学教授，曾获芝加哥大学硕士学位。
- 恩里科·费米，著名物理学家、“原子能之父”、1938年诺贝尔物理学奖得主、芝加哥大学教授，为纪念他，芝加哥大学专门成立恩里科·费米研究所。
- 詹姆斯·弗兰克，著名物理学家，以“弗兰克-赫兹实验”闻名，1925年诺贝尔物理学奖得主、芝加哥大学教授，为纪念他，芝加哥大学成立詹姆斯·弗兰克研究所（英语：James Franck Institute）。
- 爱德华·泰勒，著名物理学家、“氢弹之父”，曾在芝加哥大学任教。
- 阿瑟·康普顿，著名物理学家，1927年诺贝尔物理学奖得主、康普顿效应的发现者，曾长期担任芝加哥大学教授，芝加哥大学冶金实验室主任。
- 罗伯特·密立根，著名物理学家，因在芝加哥大学进行了油滴实验而获得1923年诺贝尔物理学奖，芝加哥大学教授。
- 阿尔伯特·迈克耳孙，著名物理学家，首先进行光速的测量、获得1907年诺贝尔物理学奖，芝加哥大学物理系第一任主任。
- 利奥·西拉德，核物理学家，1933年提出了核链式反应，1939年与阿尔伯特·爱因斯坦致信美国总统罗斯福（爱因斯坦—西拉德信），促成曼哈顿计划。
- 华人物理学家李政道、杨振宁、崔琦曾获得诺贝尔物理奖，他们均从芝加哥大学物理系获得博士学位。星系天文学之父埃德温·哈勃

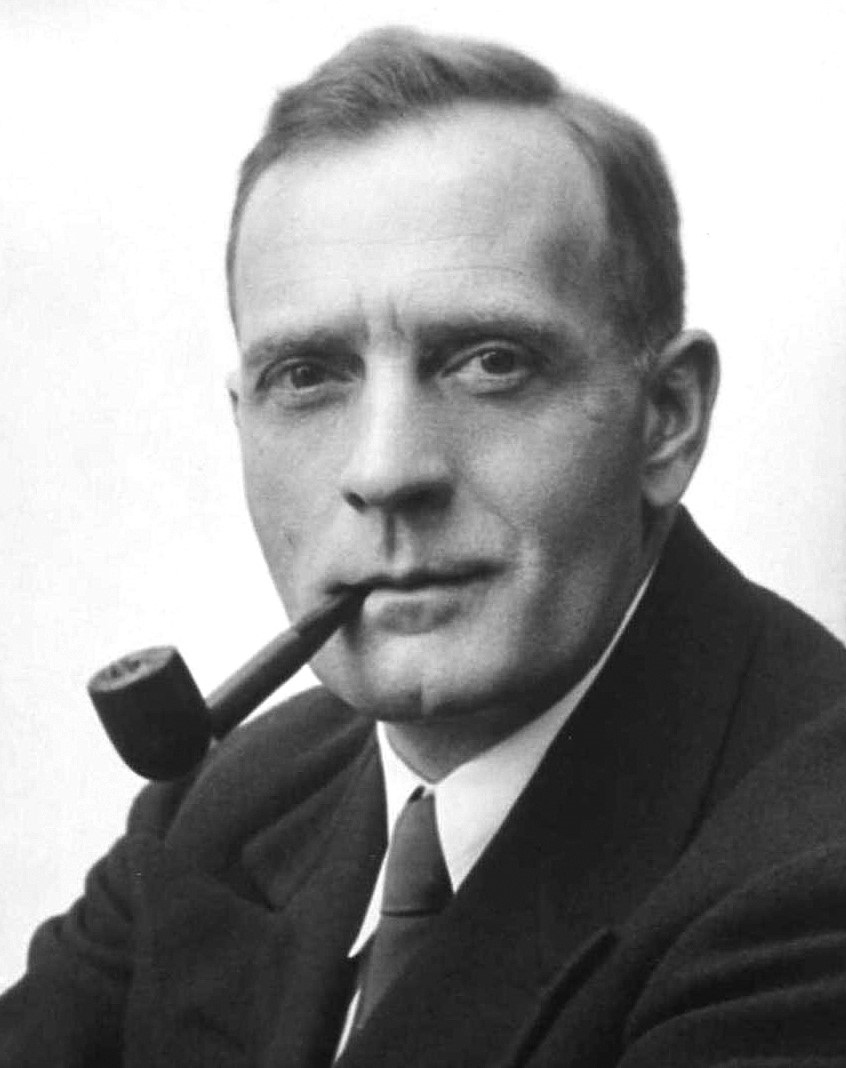
星系天文学之父埃德温·哈勃

- 埃德温·哈勃，世界著名天文学家、星系天文学之父，哈勃望远镜以其命名，获芝加哥大学天文学博士。
- 卡尔·萨根，天文学家、科普作家，获芝加哥大学學士、硕士及博士学位。
- 华人物理学家叶企孙、周培源、吴有训以及华人气象学家郭晓岚、叶笃正曾在芝加哥大学求学。
- 威拉得·利比，1960年诺贝尔化学奖得主，在芝加哥大学任教期间利用碳14发明了放射性碳定年法。
- 李远哲，臺裔化学家、1986年诺贝尔化学奖得主，曾在芝加哥大学任教。
- 詹姆斯·杜威·沃森，1962年诺贝尔生理学或医学奖得主、DNA双螺旋结构发现者、二十世纪分子生物学领军人物，芝加哥大学學士毕业。
- 乔治·比德尔，1958年诺贝尔生理学或医学奖得主、遗传学家，曾担任芝加哥大学第7任校长。
- 莫里斯·希勒曼，历史上最具影响力的疫苗学家之一，一生发明了超过40种疫苗，包括乙肝疫苗、流行性腮腺炎疫苗等等，每年拯救约800万人的生命。[61]
- 华人医学家吴阶平、丁光生、俞霭峰、卢于道均曾在芝加哥大学求学或工作。
- 罗伯特·弗洛伊德，计算机科学家、1975年图灵奖得主，芝加哥大学學士毕业。
- 廖述宗，台灣生醫學家，知名於攝護腺癌症研究，芝加哥大學榮譽教授，美國藝術與科學院院士。

#### 人文社科

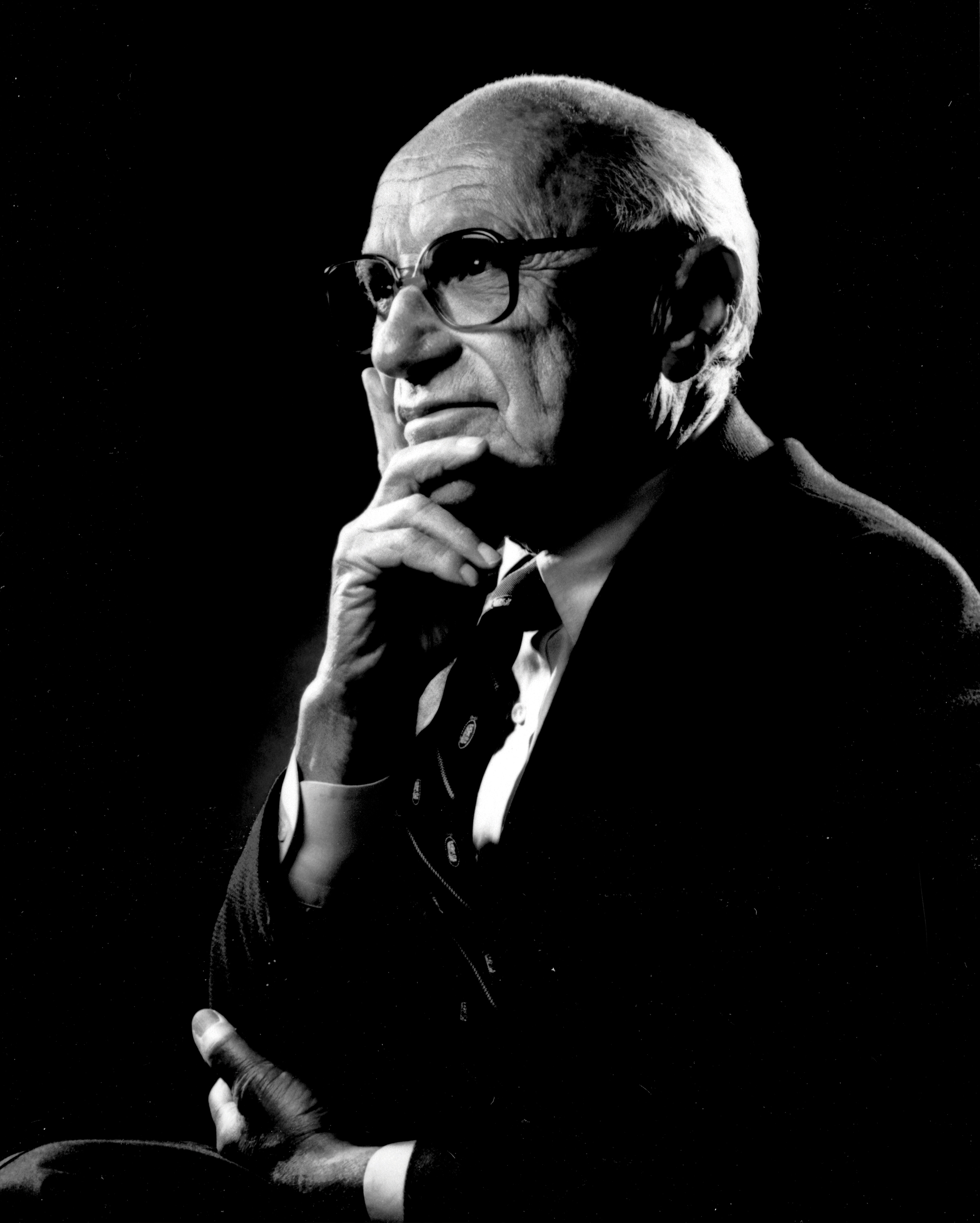
芝加哥经济学派领军人物米尔顿·弗里德曼

- 米尔顿·弗里德曼，芝加哥大学经济学教授、芝加哥经济学派领军人物、货币学派的代表人物，1976年诺贝尔经济学奖得主、1951年约翰·贝茨·克拉克奖得主，被广泛誉为二十世纪最具影响力的经济学家和学者之一，代表作包括《资本主义与自由》。
- 保罗·萨缪尔森，1935年从芝加哥大学學士毕业，1970年诺贝尔经济学奖得主、1947年约翰·贝茨·克拉克奖得主，新古典综合学派的创始者之一、盐水学派代表人物之一，其著作《经济学》（Economics ）是经济学的经典教材。
- 乔治·斯蒂格勒，芝加哥大学经济学教授、芝加哥经济学派代表人物之一（第二代），1982年诺贝尔经济学奖得主。
- 罗纳德·科斯，法律经济学创始人之一、芝加哥大学教授，芝加哥经济学派成员（第二代），1991年诺贝尔经济学奖得主。
- 理查德·波斯纳，被广泛誉为历史上最具影响力的法学家之一、历史上文章被引用量最高的法学学者，法律经济学的创始人之一，美国联邦第七巡回上诉法院法官、前首席法官，长期在芝加哥大学法学院任教。[62][63][64][65]
- 亚伦·戴雷科特，法律经济学奠基人、芝加哥大学教授，芝加哥经济学派早期成员。
- 盖瑞·贝克，芝加哥大学教授，第三代芝加哥经济学派领军人物、法律经济学的重要人物，1992年诺贝尔经济学奖得主。
- 尤金·法马，芝加哥大学教授，第三代芝加哥经济学派代表人物，2013年诺贝尔经济学奖得主。
- 拉尔斯·彼得·汉森，芝加哥大学教授，第三代芝加哥经济学派代表人物，2013年诺贝尔经济学奖得主。一代宗师弗里德里希·哈耶克

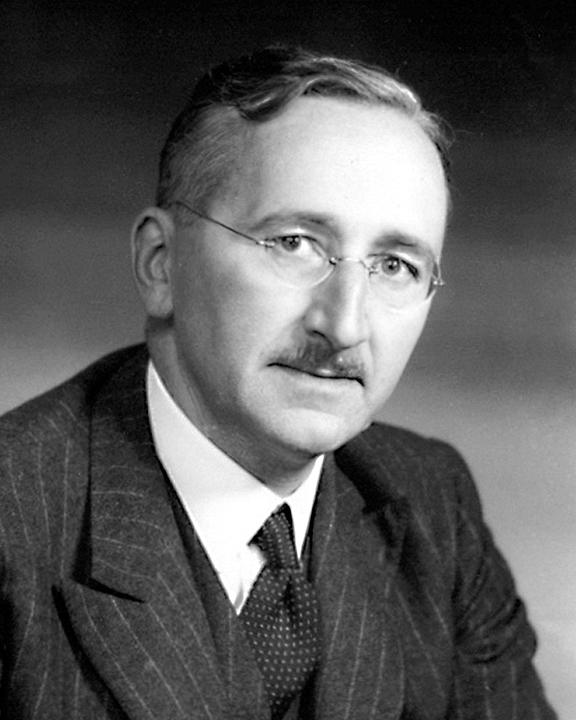
一代宗师弗里德里希·哈耶克

- 弗里德里希·哈耶克，芝加哥大学教授、奥地利经济学派代表人物，1947年创立朝圣山学社，1974年诺贝尔经济学奖得主，被广泛誉为20世纪最具影响力的经济学家及社会思想家之一，著有《通往奴役之路》、《致命的自负》、《自由秩序原理》等等。
- 司马贺，经济学家、计算机学家、1978年诺贝尔经济学奖得主、1975年图灵奖得主，获得芝加哥大学學士、博士学位。
- 华人经济学家邹至庄、林毅夫均从芝加哥大学毕业。
- 约翰·杜威，著名哲学家、教育家、心理学家，美国20世纪上半叶最知名的学者之一，原芝加哥大学教授，曾担任哲学系、心理系主任，教育学院院长。在芝加哥大学任教期间，他创立了芝加哥大学附属实验学校，并担任校长。
- 伯特兰·罗素，1950年诺贝尔文学奖得主，曾在芝加哥大学任教。
- 夏含夷，东亚语言与文化系汉学家，任芝大Lorraine J. and Herrlee G. Creel讲座教授。
- 查良钊，教育家，毕业于芝加哥大学教育学院。

### 政法界

美国第44任总统贝拉克·奥巴马

- 贝拉克·奥巴马，第44任美國總統，從1992年到2004年在芝加哥大学法学院教授宪法。
- 伯尼·桑德斯，美国总统候选人、无党派领袖、参议员，获芝加哥大学學士学位。
- 保罗·沃尔福威茨，前世界银行行长、美国前国防部副部长，获芝加哥大学政治学硕士及博士学位。
- 彼得·乔治·彼得森，前美国商务部部长、黑石集团联合创始人、前雷曼兄弟CEO，获芝加哥大学工商管理硕士（MBA）。
- 约翰·保罗·史蒂文斯，美国最高法院大法官，获芝加哥大学學士学位。
- 安东宁·斯卡利亚，美国最高法院大法官，曾任教于芝加哥大学。
- 艾蕾娜·卡根，美国最高法院大法官，曾任教于芝加哥大学。
- 理查德·波斯纳，被广泛誉为历史上最具影响力的法学家之一、历史上文章被引用量最高的法学学者，法律经济学的创始人之一，美国联邦第七巡回上诉法院法官、前首席法官，长期在芝加哥大学法学院任教。
- 杰弗里·帕尔默，前新西兰总理，芝加哥大学法律博士（J.D.）。
- 连战，中華民國副總統，芝加哥大学政治学博士，曾担任擔任台灣芝加哥大學校友會榮譽會長。
- 许子根，马来西亚民政党全国主席，前馬來西亞槟城首席部长。
- 严景耀，中国民主促进会创始人、社会学家，获芝加哥大学博士学位。
- 梅汝璈，著名法学家、律师，曾任远东国际军事法庭法官，获芝加哥大学法律博士学位（J.D）。
- 林孝信，保釣運動健將，曾在芝加哥大学攻读物理学博士。

### 商业界

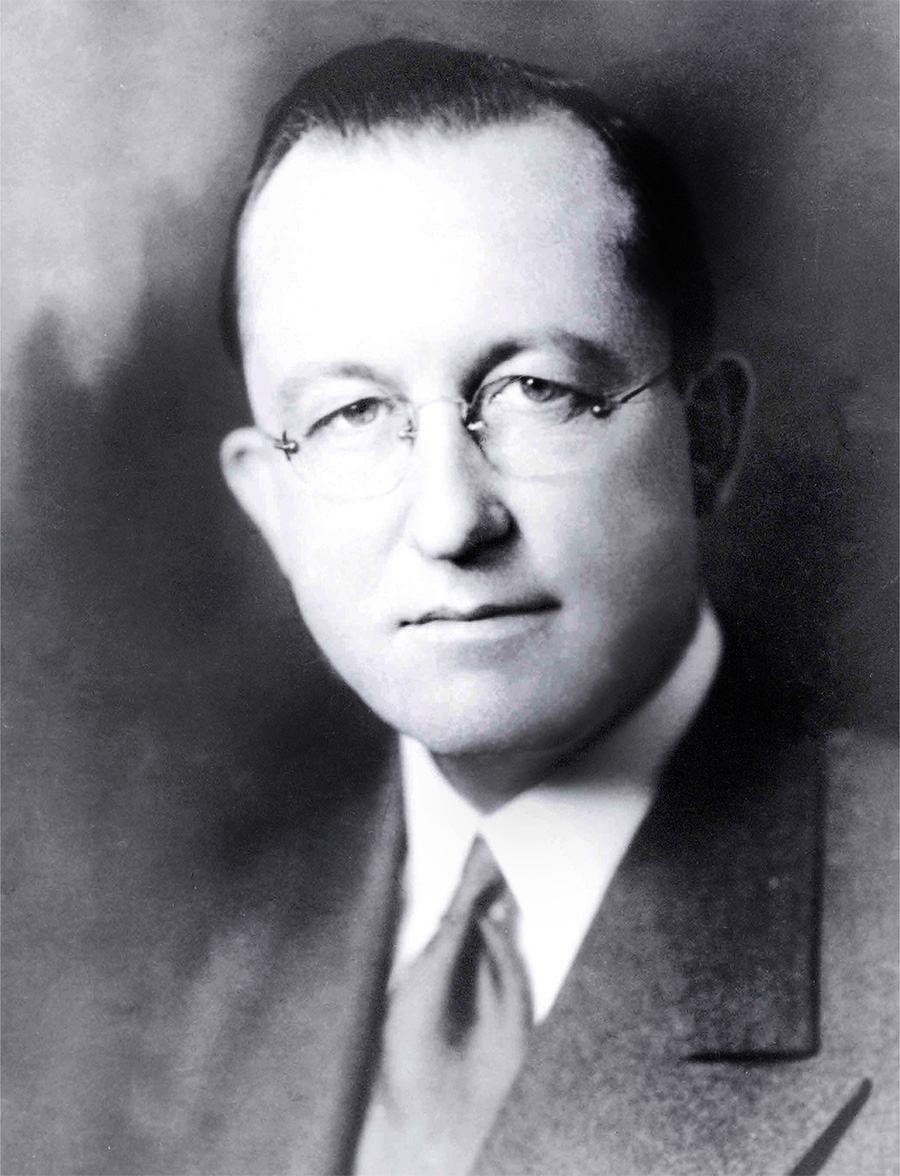
麦肯锡公司创始人詹姆斯·麦肯锡

- 詹姆斯·麦肯锡，麦肯锡公司创始人、芝加哥大学教授。
- 拉里·埃里森，甲骨文公司创始人、芝加哥大学校友。
- 喬恩·科爾津，前高盛集团CEO、前新泽西州州长、参议员，芝加哥大学MBA。
- 彼得·乔治·彼得森，黑石集团联合创始人、前雷曼兄弟CEO、前美国商务部部长，获芝加哥大学工商管理硕士（MBA）。
- 蕭華，NBA总裁、芝加哥大学法律博士。

### 文化界
- 大卫·格雷伯，美國著名作家、社運人士、人類學家，芝加哥大學人類學博士。
- 寇特·馮內果，美國著名科幻小説家，芝加哥大學校友。
- 索尔·贝洛，美国著名作家、1976年诺贝尔文学奖得主，芝加哥大学校友。
- 苏珊·桑塔格，美国著名作家、评论家，芝加哥大学學士毕业。
- 穆旦，中國诗人、文学家，九叶诗派成员，芝加哥大学硕士。
- 朱湘，中國作家、诗人，新月派重要作家，芝加哥大学校友。